# أندرو غريغ
أندرو غريغ (بالإنجليزية: Andrew Gregg) (و. 1755 – 1835 م) هو سياسي أمريكي، كان عضوًا في الحزب الجمهوري الديمقراطي، توفي عن عمر يناهز 80 عاماً.

## مناصب
تولى منصب عضو مجلس الشيوخ الأمريكي
- عضو مجلس النواب الأمريكي.